# Французький патріот
«Французький патріот» (фр. Le Patriote français, власне в тогочасному правописі Le Patriote françois) — періодична французька революційна газета. Видавець — Жак П'єр Бріссо, котрий став одним із лідерів революційної преси, а його газета «Le Patriot Francaise» («Патріот Франції», 1789—1793) стала символом нових перетворень.